# Viișoara (gmina Ștefan cel Mare)
Viișoara – wieś w Rumunii, w okręgu Bacău, w gminie Ștefan cel Mare. W 2011 roku liczyła 612 mieszkańców.